# Marjorie Chibnall
Marjorie McCallum Chibnall (Atcham, 27 de septiembre de 1915 – Sheffield, 23 de junio de 2012) fue una historiadora medievalista y traductora de latín británica. Editó la Historia Ecclesiastica de Orderico Vital, por el que compartían el mismo lugar de nacimiento.

## Biografía
Chibnall fue educada en la Shrewsbury Priory County Girls' School y la Lady Margaret Hall, donde tuvo como profesora a Evelyn Jamison, V. H. Galbraith y F. M. Powicke entre otros.
En 1947, se casó con el bioquímico Albert Chibnall, que murió en 1988, y con el que tuvo dos hijos.
Marjorie Chibnall empezó tomando clases de derecho eclesiástico en la Universidad de Cambridge, antes de trasladarse a causa de su doctorado sobre un estudio de las relaciones entre la poderosa Abadía de Bec en Normandía y sus prioratos ingleses dependientes. Completó su doctorado en 1939 bajo la supervisión de la historiadora económica Eileen Power. Sus primeros años de carrera los pasó enseñando en la Universidad de Southampton (1941-1943) y en la Universidad de Aberdeen (1943-1947).
Chibnall fue lectora de historia en Girton College, y desde 1953 fue miembro del colegio, pero renunció a sus cargos allí en 1965 para completar su trabajo editorial sobre la "Historia Ecclesiastica" de Orderico Vital. Cuatro años más tarde fue nombrada investigadora y posteriormente becaria de Clare Hall, Cambridge, y becaria honoraria del Girton College.
En su carrera que se extendió durante seis décadas, Marjorie Chibnall trabajó intensivamente en la historia normanda y anglonormanda. Aportó mucha erudición sobre estos temas, como participante activa en las Conferencias de Batalla sobre la historia anglo-normanda y editora de sus actas. Las ediciones de Chibnall de los escritos de Orderico Vital y de Atcham fueron obras aclamadas, al igual que su biografía de la emperatriz Matilde. Continuó publicando cuando tenía más de noventa años. Su último libro, un breve relato de los normandos, fue publicado en 2000. También editó cinco volúmenes de Anglo-Norman Studies, las actas de la Conferencia de Batalla anual sobre Estudios Anglo-Normandos.

## Honores
Chibnall fue elegida miembro de la Academia Británica en 1978. En 1979, la Universidad de Birmingham le concedió el título de doctora honoraria. En 2004, fue galardonada por la Orden del Imperio Británico por sus servicios a la historia.
La Conferencia de Batalla sobre Estudios Anglo-Normandos estableció el Premio de Ensayo Marjorie Chibnall. Se otorga a los estudiantes de doctorado o aquellos dentro de los dos años posteriores a la finalización de su doctorado para un trabajo inédito que se presentará en la conferencia y se publicará en sus actas.